# Lliga Llombarda (partit polític)
|  | Aquest article tracta sobre el partit polític. Vegeu-ne altres significats a «Lliga Llombarda». |

La Lliga Llombarda (italià: Lega Lombarda, llombard: Liga Lombarda) és la secció llombarda de la Lliga Nord. Aquesta darrera va néixer a la Llombardia i es va estendre pel nord d'Itàlia.